# Kościół „Chrystus dla Wszystkich” w Toruniu
Kościół „Chrystus dla Wszystkich” w Toruniu – ewangeliczna wspólnota chrześcijańska nurtu charyzmatycznego, mająca siedzibę w Toruniu i będąca częścią Kościoła Bożego w Polsce. Należy do Toruńskiego Przymierza Protestanckiego. Wcześniej stanowił jeden ze zborów Kościoła „Chrystus dla Wszystkich”.

## Działalność
Nabożeństwa niedzielne odbywają się przy ul. Lampkowskiego 31 w Grębocinie. Ponadto kościół prowadzi grupy domowe. Organizowany jest również Kurs Alpha oraz spotkania młodzieżowe.